# فرودگاه شنیکو کتل
فرودگاه شنیکو کتل (به انگلیسی: Shaniko Cattle Airport) یک فرودگاه خصوصی است که یک باند فرود چمن دارد و طول باند آن ۶۰۹ متر است. این فرودگاه در کشور ایالات متحده آمریکا قرار دارد و در ارتفاع ۱۰۰۵ متری از سطح دریا واقع شده است.